# Zetes (société)
 (mars 2022).
Si vous disposez d'ouvrages ou d'articles de référence ou si vous connaissez des sites web de qualité traitant du thème abordé ici, merci de compléter l'article en donnant les références utiles à sa vérifiabilité et en les liant à la section « Notes et références ».
Zetes Industries SA / NV (Groupe Zetes) est une entreprise belge du domaine des nouvelles technologies, dont le siège est situé à Bruxelles et qui opère en Europe, en Afrique et au Moyen-Orient. Fondée en 1984, elle compte plus de 1 300 employés dans plus de 30 pays (2022).
Zetes fournit des solutions informatiques d'optimisation de la chaîne d'approvisionnement et pour l'identification des personnes. 
Les projets les plus notoires de l'entreprise sont : les cartes d'identité belges, les permis de conduire et les passeports belges. L'entreprise fabrique également la carte d'identité portugaise (pt), le passeport ivoirien et le passeport biométrique gambien.
En 2017, Zetes est devenu une filiale de Panasonic Corporation, intégrant le département "solutions connectées" dédié à la sûreté et la sécurité publiques, la logistique, l'industrie et le commerce de détail.

## Divisions commerciales

### Identification des biens
Zetes développe et met en œuvre des systèmes d'identification automatique et de capture de données à différentes étapes de la chaîne d'approvisionnement : fabrication, entreposage, transport, logistique et vente au détail. Les implémentations de Zetes sont basées sur des technologies d'identification automatique : codes-barres, RFID, impression, impression d'étiquettes, reconnaissance vocale, identification d'image. Zetes développe des solutions spécialisées pour les industries pharmaceutiques et du tabac.

### Identification des personnes
Zetes propose des solutions sécurisées d'authentification des bien et des personnes. Ces solutions sont utilisées par les Etats, les administrations et les institutions publiques. Elles reposent sur les technologies suivantes : biométrie, fichiers automatisés d'empreintes digitales et cartes à puce. L'authentification des personnes est utilisée dans les domaines des registres de personnes, de la génération et la personnalisation de documents sécurisés, l'inscription en masse, la centralisation et la validation des données, ainsi que le vote électronique.

## Projets notoires
En 2021, Zetes renouvelle le parc de terminaux de la coopérative Coop, l'une des principales entreprises de vente au détail et en gros suisse. Ce parc de 2 200 points de vente comprend 10 000 terminaux Zebra PS20 et 13 500 ordinateurs portables Datalogic Memor 20. Cette opération vise à remplacer les anciens appareils, déjà fournis par Zetes, afin de garantir un fonctionnement optimal sur les points de vente.

## Histoire
Zetes a été fondée en 1984. Sa croissance a été organique et par acquisitions. 

### Chronologie
- 1984 : création
- 1985 : début de la vente de matériel de lecture codes-barres de Symbol Technologies et Zebra Technologies
- 1987 : déploiement du premier système majeur chez Colruyt, un grand distributeur belge
- 1992 : première expansion internationale : agence en France
- 1996 : deuxième expansion internationale : agence au Portugal
- 1998 : acquisition de Burótica au Portugal.
- 1999 : lancement de la business unit People ID
- 2002 : grands projets d'identification des personnes en Belgique : carte d'identité électronique et carte nationale de santé
- 2005 : introduction en bourse sur Euronext Bruxelles, premier projet international d'identification des personnes : enrôlement des citoyens et émission des cartes d'électeur pour la RDC (contrat ONU).
- 2006 : acquisition de Powersys, Peak Europe[4], Vocognition, iDoc et metaform.
- 2007 : acquisition d'Interscan et MD
- 2009 : acquisition des systèmes Bopack[5] et ImageID
- 2010 : acquisition de Phidata BV[6] et 51% de Netwave
- 2011 : acquisition d'Anvos, Integra, RFidea et Proscan
- 2013 :
  - acquisition de l'éditeur logiciel L4 Epsilon[7] et du brevet de la solution L4 Epsilon[8]
  - Acquisition d'InCAPTIO (anciennement connue sous le nom de GATC sro )
- 2016 : Panasonic acquiert une participation de 50,95 % dans Zetes Industries
- 2017 : Panasonic finalise l'acquisition et la radiation de Zetes Industries SA

## Présence locale
Zetes dispose d'agences en Autriche, Belgique, Côte d'Ivoire, République tchèque, Danemark, Gambie, Allemagne, Grèce, France, Irlande, Israël, Italie, Pays-Bas, Pologne, Portugal, Sénégal, Afrique du Sud, Espagne, Suisse et au Royaume-Uni.